# ۲۰ وای. او.
۲۰ وای. او. (انگلیسی: 20 Y.O.) نهمین آلبوم استودیویی جنت جکسون خوانندۀ آمریکایی است که در ۲۶ سپتامبر ۲۰۰۶ توسط ویرجین رکوردز منتشر شد.

## منبع
- مشارکت‌کنندگان ویکی‌پدیا. «20 Y.O.». در دانشنامهٔ ویکی‌پدیای انگلیسی، بازبینی‌شده در ۱۹ آوریل ۲۰۲۳.